# 1842 Hynek
Hynek (asteróide 1842) é um asteróide da cintura principal, a 1,8580428 UA. Possui uma excentricidade de 0,1801126 e um período orbital de 1 246,08 dias (3,41 anos).
Hynek tem uma velocidade orbital média de 19,78527061 km/s e uma inclinação de 5,35433º.
Esse asteróide foi descoberto em 14 de Janeiro de 1972 por Luboš Kohoutek.